# المقبرة اليهودية القديمة في الخليل
المقبرة اليهودية القديمة في الخليل هي مقبرة يهودية تاريخية تقع في مدينة الخليل في الضفة الغربية بفلسطين إلى الغرب من قبر مكبيلا على التل، وقد استخدمت كمقبرة يهودية لمئات السنين، كما يشهد على ذلك إشتوري حبارشي، الحاخام اليهودي الذي أشار إلى وجود مقبرة يهودية في المنطقة في عام 1322. كما تشير مصادر أخرى أيضًا إلى المقبرة المذكورة في خطاب مؤرخ عام 1290.

## الوصف
تحتوي المقبرة اليهودية القديمة على أربعة مقابر جماعية تضم رفات 59 فلسطينيًّا من ضحايا مجزرة الخليل عام 1929، ويحتوي ركن المقبرة على بقايا العديد من مخطوطات التوراة وكتب الصلاة اليهودية التي تم تمزيقها وإضرام النار فيها عشية يوم الغفران في 3 أكتوبر 1976 في الحرم الإبراهيمي على يد مثيري الشغب.

## لمحة تاريخية
تعرضت المقبرة اليهودية القديمة للتدمير المتعمد خلال الفترة الأردنية ما بين عاميّ (1948-1967) وقام السكان الفلسطينيون بزراعة المحاصيل في المنطقة فأزالوا حوالي 4000 شاهد قبر واستخدموها لأغراض البناء. وفي أعقاب حرب 1967 شكلت إسرائيل لجنة تحقيق وزارية لتحديد نطاق تدنيس الأماكن المقدسة اليهودية تحت الحكم الأردني. وصرح أحد السكان المحليين أنه حصل على الإذن بتنظيف قبور اليهود من أحد رجال الدين المسلمين قبل حرث أرض المقبرة. كما شهد عضو سابق في مجلس مدينة الخليل بأن مستشارًا عربيًا فلسطينيًا بارزًا أخبره أن المقبرة اليهودية قد دمرت بأمر مباشر من الحكومة الأردنية.

#### إعادة فتح المقبرة اليهودية القديمة
طالب اليهود بعد عودتهم إلى مدينة الخليل بإعادة فتح المقبرة اليهودية القديمة، ولكن نظرًا لوقوعها في منطقة سكنية جبلية مقابلة للسوق الرئيسي في الخليل، فقد حظرت الحكومة الإسرائيلية في البداية استخدام المقبرة. أعيد فتح المقبرة بعد ذلك وأتيحت للاستخدام المدني مرة أخرى في عام 1975 عندما توفي أبراهام يديديا الطفل البالغ من العمر ستة أشهر ابن باروخ نحشون أحد رجال الطائفة الحريدية وزوجته سارة بسبب موت الرضع المفاجئ. رفضت الحكومة الإسرائيلية في البداية الإذن بزيارة المقبرة لتجنب إغضاب السكان الفلسطينيين المحليين، ولكن عندما مرت الأم المفجوعة بالقرب من حاجز الطريق سمح لها الجنود المتعاطفون بالمرور.
بذل المجتمع اليهودي جهودًا لتنظيف المقبرة، فقد بدأ البروفيسور بن تسيون تافجر، وهو عالم فيزياء روسي يهودي كان قد انتقل إلى الخليل، جهوده لتجديد المقبرة منذ منتصف سبعينيات القرن العشرين. كان التقليد الشائع لدى السكان اليهود الأصلين في المنطقة يقضي بعدم نقش الأسماء على شواهد القبور، ولكن بمرور الوقت، تم تركيب شواهد القبور المجددة والتي حملت أسماء أفراد المجتمع اليهودي الأصليين. واجتذب الموقع منذ ذلك الحين زوارًا من جميع أنحاء إسرائيل. ويحضر المئات من أعضاء حركة حباد لوبافيتش الحريدية الأصولية اليهودية إلى المقبرة اليهودية القديمة في كل عام لإحياء ذكرى وفاة مينوتشا روشيل سلونيم حفيدة مؤسس حركة حباد الحاخام شنور زلمان من ليادي وأم الجالية اليهودية في الخليل. وبعد زيارة المقبرة، تقام وليمة احتفالية وتجمع لجذب كبار الحاخامات من جميع أنحاء البلاد.
أنشئ كنيس صغير ومركز تعليمي في مبنى تاريخي أعلى المقبرة وسُمى مينوتشا روشيل كوليل. تعرّض موقع المقبرة لعدد من أعمال العنف ومحاولات الاستهداف التخريبية، وبسبب طرد المجتمع ومحاولات تخريب للمقبرة، فقد كان من الصعب التحديد الدقيق للعديد من المقابر، ولكن في عام 2016 تم اكتشاف خريطة تحدد موقع المقابر.

## أبرز المدفونين بالمقبرة

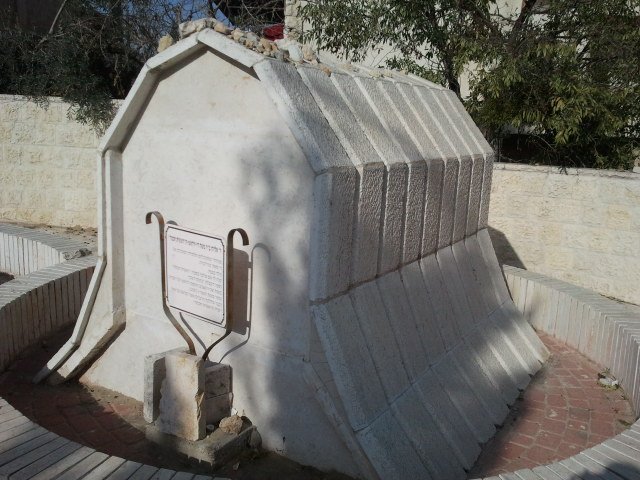
ضريح الحاخام إلياهو دي فيداس في مقبرة الخليل.

كان من بين الحكماء الحاخامين البارزين والشخصيات المجتمعية المدفونة في المقبرة اليهودية القديمة كُلّ من الحاخام إلياهو دي فيداس، والمعروف باسم ريشيت حوكمة، والحاخام أبراهام أزولاي، والحاخام سليمان أديني، والحاخام إيليا مزراحي، والحاخام حاييم حزقيا مديني المعروف باسم سدي شيميد والحاخام يهوذا بيباس والحاخام حاييم رحاميم يوسف فرانكو والحاخام هيلل موشيه جيلبستين الحاخام شمعون مناشيه تشيكين ومينوشا روشيل سلونيم.
كان مناحم مندل حاخام كامينيتس هو أول صاحب فندق يُشير إلى قبر إلياهو دي فيداس في كتابه الصادر في عام 1839، والذي يحمل اسم "سيفر كوروت ها-إيتيم،

## معرض الصور

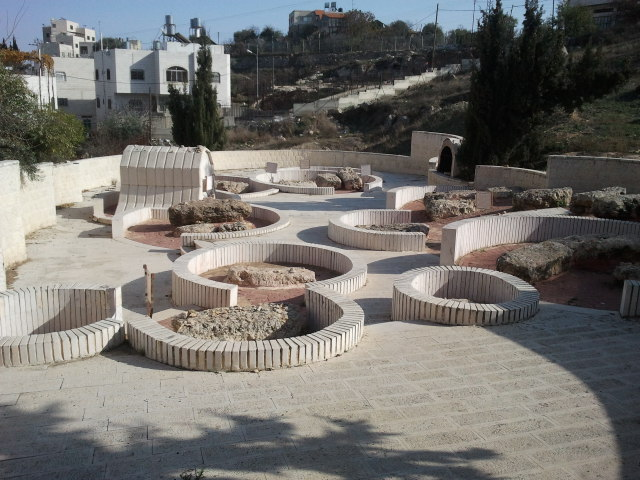
أجزاء من الأراضي التي تم تجديدها في القسم السفاردي من المقبرة اليهودية القديمة في الخليل.
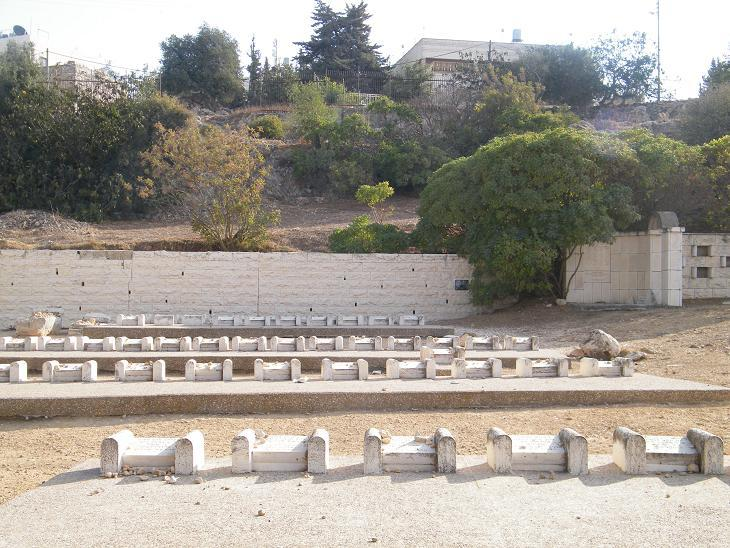
نصب تذكاري لضحايا مذبحة الخليل في عام 1929.
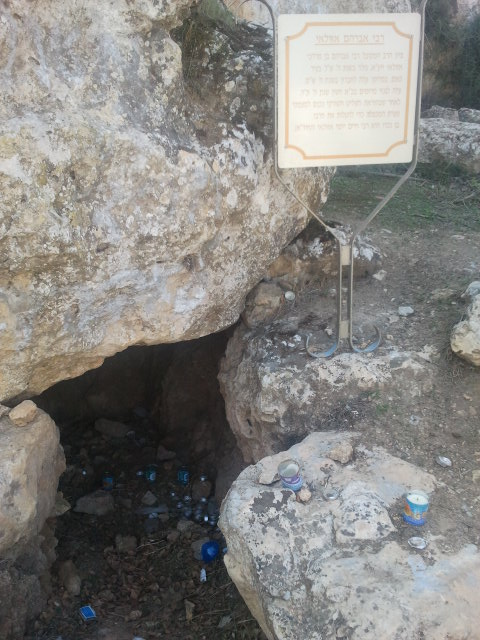
قبر الحاخام إبراهيم بن مردخاي أزولاي في المقبرة اليهودية القديمة في الخليل
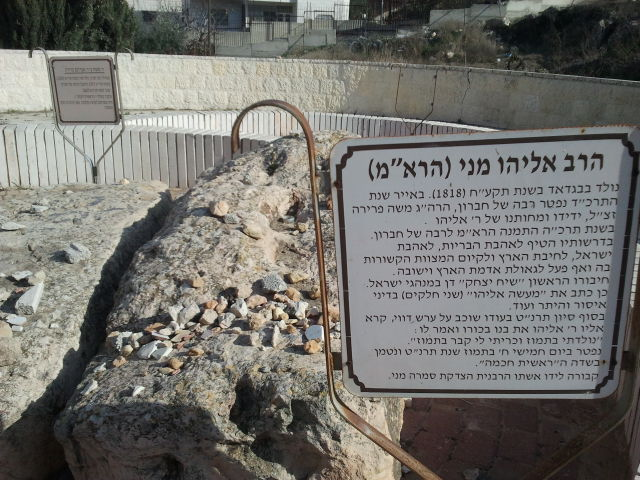
قبر الحاخام الياهو مني
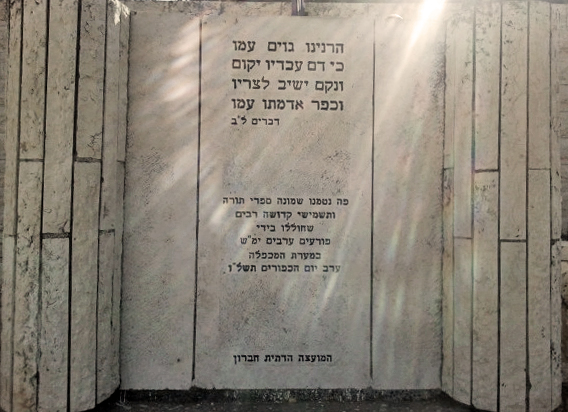
نصب تذكاري يحوي بداخله ثمانية لفائف توراة وأشياء دينية تم تدنيسها في الحرم الإبراهيمي عشية يوم الغفران. يقع النصب التذكاري في جبانة اليهود القديمة في الخليل.
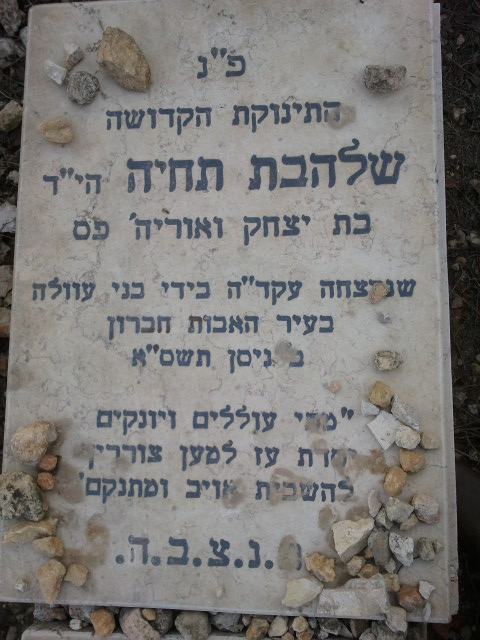
قبر ممر شالهفيت في مقبرة الخليل.
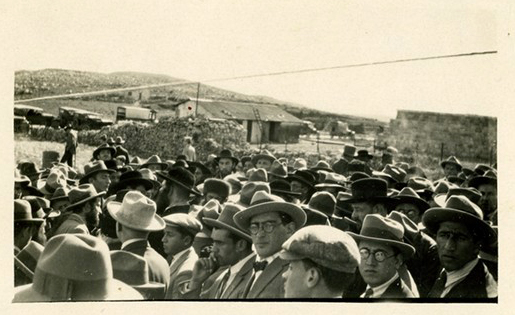
جنازة الحاخام ناتان تسفي فينكل جد مدرسة سلابودكا الدينية في الخليل عام 1927
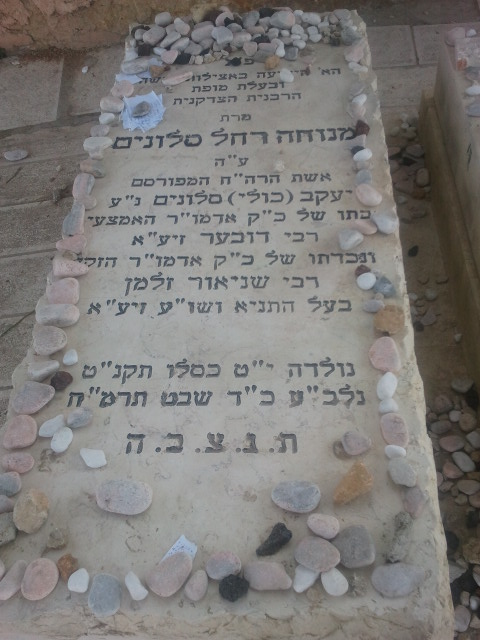
قبر مينوتشا روشيل سلونيم في الخليل.